# Kind of a Drag
"Kind of a Drag" är en sång och singel inom musikgenren pop, skriven av Jim Holvay och framförd av The Buckinghams. Singeln nådde första plats på Billboard Hot 100 i februari 1967, och stannade där i två veckor. Singeln släpptes på USA Records. 